# Panthea (papillon)
Genre
Panthea est un genre d'insectes lépidoptères de la famille des Noctuidae.
En Europe ce genre ne comprend qu'une espèce : Panthea coenobita (Esper, 1785).
Hors Europe
(en) Animal Diversity Web : Panthea pour la liste d'autres espèces.